# Orto-fenilfenato de sodio
El Orto-fenilfenato de sodio (abreviado en la literatura como SOPP o NaOPP) es una sal sódica del orto-fenilfenol. Se suele emplear en la industria alimentaria como un conservante y se denomina con el código E 232. Suele ser aplicado como un fungicida y desinfectante a ciertas fruta tras la cosecha (fungicida post-cosecha) para aumentar la vida de consumo durante los periodos prolongados de almacenamento. Se ha demostrado el cese de actividad en el Botrytis en las vides (causante de la podredumbre noble).

## Usos
Se suele emplear en la industria recolectora de frutas cítricas para el tratamiento de la superficie de las mismas, evitando la aparición de ciertos hongos. De esta forma se mantiene la fruta más tiempo en los proceso de almacenado a la espera de su posterior procesado. A veces se incluye en los tratamientos anti-fúngicos con parafina aplicados a las frutas, para que tengan vidas de consumo mayores en los expositores. 